# Lou Rawls/Diskografie
Diese Diskografie ist eine Übersicht über die musikalischen Werke des US-amerikanischen Soul-, Jazz- und Popsängers Lou Rawls. Den Schallplattenauszeichnungen zufolge hat er bisher mehr als 4,6 Millionen Tonträger verkaufen lassen, davon alleine in seiner Heimat über 4,5 Millionen. Seine erfolgreichste Veröffentlichung ist das Studioalbum All Things in Time mit über einer Million verkauften Einheiten.

## Alben

### Studioalben
| Jahr | Titel Musiklabel Katalog-Nr.                                 | Höchstplatzierung, Gesamtwochen, AuszeichnungChartplatzierungen (Jahr, Titel, Musiklabel Katalog-Nr., Platzierungen, Wochen, Auszeichnungen, Anmerkungen) | Höchstplatzierung, Gesamtwochen, AuszeichnungChartplatzierungen (Jahr, Titel, Musiklabel Katalog-Nr., Platzierungen, Wochen, Auszeichnungen, Anmerkungen) | Höchstplatzierung, Gesamtwochen, AuszeichnungChartplatzierungen (Jahr, Titel, Musiklabel Katalog-Nr., Platzierungen, Wochen, Auszeichnungen, Anmerkungen) | Anmerkungen |
| Jahr | Titel Musiklabel Katalog-Nr.                                 | UK | US | R&B | Anmerkungen |
| ---- | ------------------------------------------------------------ | --- | --- | --- | --- |
| 1963 | Black and Blue Capitol 1824                                  | — | US130 (3 Wo.)US | — | Erstveröffentlichung: 1963 Produzent: Nick Venet                                                                                       |
| 1966 | Lou Rawls Soulin’ Capitol 2566                               | — | US7 Gold · (51 Wo.)US | R&B1 (44 Wo.)R&B | Erstveröffentlichung: August 1966 Produzent: David Axelrod                                                                             |
| 1967 | Lou Rawls Carryin’ On! Capitol 2632                          | — | US20 (31 Wo.)US | R&B2 (28 Wo.)R&B | Erstveröffentlichung: Januar 1967 Produzent: David Axelrod                                                                             |
| 1967 | Too Much! Capitol 2713                                       | — | US18 (22 Wo.)US | R&B2 (18 Wo.)R&B | Erstveröffentlichung: April 1967 Produzent: David Axelrod                                                                              |
| 1967 | That’s Lou Capitol 2756                                      | — | US29 (20 Wo.)US | R&B5 (11 Wo.)R&B | Erstveröffentlichung: August 1967 Produzent: David Axelrod                                                                             |
| 1968 | Feelin’ Good Capitol 2864                                    | — | US103 (22 Wo.)US | R&B10 (18 Wo.)R&B | Erstveröffentlichung: Februar 1968 Produzent: David Axelrod                                                                            |
| 1968 | You’re Good for Me Capitol 2927                              | — | US165 (6 Wo.)US | R&B23 (5 Wo.)R&B | Erstveröffentlichung: Juli 1968 Produzent: David Axelrod                                                                               |
| 1969 | The Way It Was – The Way It Is Capitol 215                   | — | US71 (23 Wo.)US | R&B6 (34 Wo.)R&B | Erstveröffentlichung: Mai 1969 Produzent: David Axelrod                                                                                |
| 1969 | Your Good Thing Capitol 325                                  | — | US200 (2 Wo.)US | R&B24 (9 Wo.)R&B | Erstveröffentlichung: November 1969 Produzent: David Axelrod                                                                           |
| 1970 | You’ve Made Me so Very Happy Capitol 427                     | — | US172 (3 Wo.)US | R&B47 (3 Wo.)R&B | Erstveröffentlichung: März 1970 Produzent: David Axelrod                                                                               |
| 1971 | Natural Man MGM 4771                                         | — | US68 (24 Wo.)US | R&B27 (19 Wo.)R&B | Erstveröffentlichung: August 1971 Produzent: Michael Lloyd                                                                             |
| 1972 | Silk & Soul MGM 4809 (2)                                     | — | US186 (4 Wo.)US | R&B32 (4 Wo.)R&B | Erstveröffentlichung: Februar 1972 Produzent: Michael Lloyd                                                                            |
| 1975 | She’s Gone Bell 1318                                         | — | — | R&B52 (5 Wo.)R&B | Erstveröffentlichung: Januar 1975 Produzent: Norman Ratner                                                                             |
| 1976 | All Things in Time Philadelphia I. 33957                     | — | US7 Platin · (35 Wo.)US | R&B1 (28 Wo.)R&B | Erstveröffentlichung: Mai 1976 Produzenten: Kenny Gamble, Leon Huff                                                                    |
| 1976 | Naturally Polydor 6086                                       | — | — | R&B56 (3 Wo.)R&B | Erstveröffentlichung: November 1976 Produzent: Michael Lloyd                                                                           |
| 1977 | Unmistakably Lou Philadelphia I. 34488                       | — | US41 Platin · (29 Wo.)US | R&B14 (21 Wo.)R&B | Erstveröffentlichung: April 1977 Grammy (R&B Male Vocal) Produzenten: Bobby Martin, Dexter Wansel, Kenny Gamble, Leon Huff, Jack Faith |
| 1977 | When You Hear Lou, You’ve Heard It All Philadelphia I. 35036 | — | US41 Platin · (34 Wo.)US | R&B13 (31 Wo.)R&B | Erstveröffentlichung: November 1977 Autoren: Jack Faith, Bobby Martin, Kenny Gamble, Leon Huff, Phil Terry                             |
| 1979 | Let Me Be Good to You Philadelphia I. 36006                  | — | US49 (15 Wo.)US | R&B13 (18 Wo.)R&B | Erstveröffentlichung: Mai 1979 Produzenten: Kenny Gamble, Leon Huff, Dexter Wansel, John R. Faith, Thom Bell                           |
| 1980 | Sit Down and Talk to Me Philadelphia I. 36304                | — | US81 (18 Wo.)US | R&B19 (25 Wo.)R&B | Erstveröffentlichung: Dezember 1979 Produzenten: Kenny Gamble, Leon Huff, Thom Bell, Gene McFadden, John Whitehead, Dexter Wansel      |
| 1981 | Shades of Blue Philadelphia I. 36774                         | — | US110 (6 Wo.)US | R&B34 (11 Wo.)R&B | Erstveröffentlichung: Dezember 1980 Produzent: Joel Dorn                                                                               |
| 1982 | Now Is the Time Epic 37488                                   | — | — | R&B45 (9 Wo.)R&B | Erstveröffentlichung: August 1982 Produzenten: James Mtume, Reggie Lucas, Thom Bell                                                    |
| 1983 | When the Night Comes Epic 38553                              | — | US163 (4 Wo.)US | — | Erstveröffentlichung: Mai 1983 Produzent: Ron Haffkine                                                                                 |
| 1988 | Family Reunion Gamble & Huff 100                             | — | — | R&B73 (1 Wo.)R&B | Erstveröffentlichung: Januar 1988 Produzenten: Kenny Gamble, Leon Huff                                                                 |
| 1989 | At Last Blue Note 91937                                      | — | — | R&B96 (4 Wo.)R&B | Erstveröffentlichung: Oktober 1989 Produzenten: Billy Vera, Michael Cuscuna                                                            |
| 1990 | It’s Supposed to Be Fun Blue Note 93841                      | — | — | R&B92 (6 Wo.)R&B | Erstveröffentlichung: November 1990 Produzenten: Billy Vera, Michael Cuscuna, Narada Michael Walden                                    |
| 1993 | Portrait of the Blues Capitol 2214                           | — | — | — | Erstveröffentlichung: März 1993 Produzenten: Billy Vera, Michael Cuscuna                                                               |
| 1993 | Christmas Is the Time Manhattan CDP 0777 7 89552 2 1         | — | — | — | Erstveröffentlichung: November 1993 Produzent: Michael Lloyd                                                                           |
| 2003 | Rawls Sings Sinatra Savoy Jazz 17284                         | — | — | — | Erstveröffentlichung: September 2003 Produzent: Billy Vera                                                                             |
| 2006 | Lou Rawls Christmas Time Life Music 19257                    | — | — | R&B70 (3 Wo.)R&B | Erstveröffentlichung: Dezember 2006 Produzent: Tor Hyams                                                                               |

grau schraffiert: keine Chartdaten aus diesem Jahr verfügbar
Weitere Studioalben
| - 1962: Stormy Monday (mit Les McCann Ltd.) - 1964: Tobacco Road - 1965: Nobody but Lou - 1965: Lou Rawls and Strings - 1966: The Soul Stirring Gospel Sounds of the Pilgrim Travelers Featuring Lou Rawls (The Pilgrim Travelers feat. Lou Rawls) - 1967: Merry Christmas. Ho! Ho! Ho! - 1968: Come On in, Mister Blues - 1969: Gee Baby, Ain’t I Good to You - 1970: Bring It on Home … and Other Sam Cooke Hits | - 1972: A Man of Value - 1973: The Soul of Nigger Charley (mit Don Costa; Soundtrack zum gleichnamigen Film) - 1982: Here Comes Garfield (mit Desirée Goyette) - 1984: Close Company - 1986: Love All Your Blues Away - 1994: For You My Love - 1998: Seasons 4 U - 2000: A Merry Little Christmas - 2001: I’m Blessed |

### Livealben
| Jahr | Titel Musiklabel Katalog-Nr.             | Höchstplatzierung, Gesamtwochen, AuszeichnungChartplatzierungen (Jahr, Titel, Musiklabel Katalog-Nr., Platzierungen, Wochen, Auszeichnungen, Anmerkungen) | Höchstplatzierung, Gesamtwochen, AuszeichnungChartplatzierungen (Jahr, Titel, Musiklabel Katalog-Nr., Platzierungen, Wochen, Auszeichnungen, Anmerkungen) | Höchstplatzierung, Gesamtwochen, AuszeichnungChartplatzierungen (Jahr, Titel, Musiklabel Katalog-Nr., Platzierungen, Wochen, Auszeichnungen, Anmerkungen) | Anmerkungen |
| Jahr | Titel Musiklabel Katalog-Nr.             | UK | US | R&B | Anmerkungen |
| ---- | ---------------------------------------- | --- | --- | --- | --- |
| 1966 | Lou Rawls Live! Capitol 2459             | — | US4 Gold · (82 Wo.)US | R&B1 (63 Wo.)R&B | Erstveröffentlichung: April 1966 Aufnahme: Capitol Studios, Los Angeles, am 31. Januar und 1. Februar 1966 während einer Bühnenperformance vor geladenem Publikum Produzent: David Axelrod |
| 1978 | Lou Rawls Live Philadelphia I. 35517 (2) | — | — | R&B42 (11 Wo.)R&B | Erstveröffentlichung: November 1978; Doppelalbum; Produzent: John L. Faith Aufnahme: Mark Hellinger Theater, New York                                                                      |

Weitere Livealben
- 1973: Live at the Century Plaza (Aufnahme: Westside Room im The Century Plaza Hotel)
- 1974: Sailing with Soul (The Drifters mit Host Lou Rawls; Aufnahme: April 1974; 2 LPs)
- 1993: Tonight: Lou Rawls Live
- 1995: In Concert
- 2005: When You Hear Lou, You’ve Heard It All and Lou Rawls Live (2 CDs)

### Kompilationen
| Jahr | Titel Musiklabel Katalog-Nr.                                                           | Höchstplatzierung, Gesamtwochen, AuszeichnungChartplatzierungen (Jahr, Titel, Musiklabel Katalog-Nr., Platzierungen, Wochen, Auszeichnungen, Anmerkungen) | Höchstplatzierung, Gesamtwochen, AuszeichnungChartplatzierungen (Jahr, Titel, Musiklabel Katalog-Nr., Platzierungen, Wochen, Auszeichnungen, Anmerkungen) | Höchstplatzierung, Gesamtwochen, AuszeichnungChartplatzierungen (Jahr, Titel, Musiklabel Katalog-Nr., Platzierungen, Wochen, Auszeichnungen, Anmerkungen) | Anmerkungen |
| Jahr | Titel Musiklabel Katalog-Nr.                                                           | UK | US | R&B | Anmerkungen |
| ---- | -------------------------------------------------------------------------------------- | --- | --- | --- | --- |
| 1968 | The Best of Lou Rawls Capitol 2948                                                     | — | US103 (16 Wo.)US | R&B19 (16 Wo.)R&B | Erstveröffentlichung: August 1968                                                                                        |
| 1969 | Close-Up Capitol 261 (2)                                                               | — | US191 (3 Wo.)US | R&B47 (7 Wo.)R&B | Erstveröffentlichung: Juli 1969; Doppelalbum; Reissue der Alben Black and Blue und Tobacco Road Produzent: David Axelrod |
| 2006 | The Best of Lou Rawls: The Capitol Jazz & Blues Sessions Capitol Jazz 0946 3 56944 2 0 | — | — | — | Erstveröffentlichung: März 2006                                                                                          |

Weitere Kompilationen
| - 1972: The Best of Lou Rawls - 1976: The Best from Lou Rawls - 1977: All the Best of Lou Rawls - 1984: Classics - 1984: Love Songs: All-Time Romantic Favorites Sung by Lou Rawls - 1985: Soul Serenade - 1990: Lou Rawls Greatest Hits - 1992: Greatest Hits - 1992: The Legendary Lou Rawls - 1994: The Philly Years (2 CDs) - 1995: Love Songs (2 CDs) - 1997: Ballads - 1998: The Best Of … The Classic Philadelphia Recordings - 1998: Brotherman! – Lou Rawls Sings the Hits | - 2000: The Lou Rawls Collection - 2000: Best of Lou Rawls Volume 2 - 2000: Anthology (2 CDs) - 2001: Greatest Hits - 2002: Finest Collection - 2004: I Can’t Make It Alone: The Axelrod Years - 2005: Groovy People: The Best of Lou Rawls - 2005: The Very Best - 2005: Love Songs - 2006: The Very Best of Lou Rawls: You’ll Never Find Another - 2006: Merry Christmas, Baby - 2007: The Essential (2 CDs) - 2011: Playlist: The Very Best of Lou Rawls (14 mp3-Files) - 2014: The Rarest Lou Rawls: In the Beginning 1959–1962 (2 CDs) |

## Singles
| Jahr | Titel Album                                                               | Höchstplatzierung, Gesamtwochen, AuszeichnungChartplatzierungen (Jahr, Titel, Album, Platzierungen, Wochen, Auszeichnungen, Anmerkungen) | Höchstplatzierung, Gesamtwochen, AuszeichnungChartplatzierungen (Jahr, Titel, Album, Platzierungen, Wochen, Auszeichnungen, Anmerkungen) | Höchstplatzierung, Gesamtwochen, AuszeichnungChartplatzierungen (Jahr, Titel, Album, Platzierungen, Wochen, Auszeichnungen, Anmerkungen) | Höchstplatzierung, Gesamtwochen, AuszeichnungChartplatzierungen (Jahr, Titel, Album, Platzierungen, Wochen, Auszeichnungen, Anmerkungen) | Anmerkungen |
| Jahr | Titel Album                                                               | UK | US | R&B | Dance | Anmerkungen |
| ---- | ------------------------------------------------------------------------- | --- | --- | --- | --- | --- |
| 1965 | Three O’Clock in the Morning Lou Rawls and Strings                        | — | US83 (1 Wo.)US | — | — | Erstveröffentlichung: 5. Mai 1965 Autoren: Dorothy Terriff, Julian Robledo                                                                              |
| 1966 | The Shadow of Your Smile Lou Rawls Live!                                  | — | — | R&B33 (2 Wo.)R&B | — | Erstveröffentlichung: 13. Juni 1966 Titellied des Films … die alles begehren Autoren: Paul Francis Webster, Johnny Mandel Original: Johnny Mandel, 1965 |
| 1966 | Love Is a Hurtin’ Thing Lou Rawls Soulin’                                 | — | US13 (14 Wo.)US | R&B1 (16 Wo.)R&B | — | Erstveröffentlichung: August 1966 Autoren: Dave Linden, Ben Raleigh                                                                                     |
| 1966 | You Can Bring Me All Your Heartaches Lou Rawls Carryin’ On!               | — | US55 (8 Wo.)US | R&B35 (5 Wo.)R&B | — | Erstveröffentlichung: November 1966 Autoren: Ben Raleigh, H. B. Barnum                                                                                  |
| 1967 | Trouble Down Here Below Lou Rawls Carryin’ On!                            | — | US92 (3 Wo.)US | — | — | Erstveröffentlichung: Januar 1967 Autor: John Anderson                                                                                                  |
| 1967 | Dead End Street Too Much!                                                 | — | US29 (11 Wo.)US | R&B3 (13 Wo.)R&B | — | Erstveröffentlichung: März 1967 Grammy (R&B Male Vocal); beginnt mit 1:27 min Monolog von Lou Rawls Autoren: Ben Raleigh, David Axelrod                 |
| 1967 | Show Business –                                                           | — | US45 (7 Wo.)US | R&B25 (5 Wo.)R&B | — | Erstveröffentlichung: Juni 1967 Autor: June Jackson |
| 1968 | Down Here on the Ground You’re Good for Me                                | — | US69 (5 Wo.)US | — | — | Erstveröffentlichung: August 1968 Autoren: Gale Garnett, Lalo Schifrin Original: Wes Montgomery, 1967                                                   |
| 1969 | Your Good Thing (Is About to End) Your Good Thing                         | — | US18 (14 Wo.)US | R&B3 (15 Wo.)R&B | — | Erstveröffentlichung: Juli 1969 Autoren: Isaac Hayes, David Porter Original: Mable John, 1966                                                           |
| 1969 | I Can’t Make It Alone Your Good Thing                                     | — | US63 (7 Wo.)US | R&B33 (3 Wo.)R&B | — | Erstveröffentlichung: Oktober 1969 Autoren: Gerry Goffin, Carole King                                                                                   |
| 1970 | You’ve Made Me so Very Happy                                              | — | US95 (3 Wo.)US | R&B32 (5 Wo.)R&B | — | Erstveröffentlichung: Februar 1970 Autoren: Berry Gordy, Brenda Holloway, Frank Wilson, Patrice Holloway Original: Brenda Holloway, 1967                |
| 1970 | Bring It on Home Bring It on Home … and Other Sam Cooke Hits              | — | US96 (5 Wo.)US | R&B45 (3 Wo.)R&B | — | Erstveröffentlichung: Juli 1970 Autor und Original: Sam Cooke, 1962                                                                                     |
| 1971 | A Natural Man Natural Man                                                 | — | US17 (18 Wo.)US | R&B17 (13 Wo.)R&B | — | Erstveröffentlichung: Juni 1971 Backing Vocals: Mike Curb Congregation Grammy (R&B Male Vocal) Autoren: Bobby Hebb, Sandy Baron                         |
| 1972 | His Song Shall Be Sung Silk & Soul                                        | — | — | R&B44 (3 Wo.)R&B | — | Erstveröffentlichung: Januar 1972 Autoren: Bobby Hebb, Sandy Baron                                                                                      |
| 1974 | She’s Gone                                                                | — | — | R&B81 (7 Wo.)R&B | — | Erstveröffentlichung: September 1974 Autoren: Daryl Hall, John Oates Original: Hall & Oates, 1973                                                       |
| 1976 | You’ll Never Find Another Love Like Mine All Things in Time               | UK10 (10 Wo.)UK | US2 Gold · (20 Wo.)US | R&B1 (22 Wo.)R&B | Dance6 (7 Wo.)Dance | Erstveröffentlichung: April 1976 Autoren: Kenny Gamble, Leon Huff                                                                                       |
| 1976 | Groovy People All Things in Time                                          | — | US64 (5 Wo.)US | R&B19 (13 Wo.)R&B | — | Erstveröffentlichung: Oktober 1976 Autoren: Kenny Gamble, Leon Huff                                                                                     |
| 1977 | This Song Will Last Forever All Things in Time                            | — | — | R&B74 (4 Wo.)R&B | — | Erstveröffentlichung: Januar 1977 B-Seite von Groovy People Autor: Cary Gilbert                                                                         |
| 1977 | See You When I Git There Unmistakably Lou                                 | — | US66 (7 Wo.)US | R&B8 (18 Wo.)R&B | — | Erstveröffentlichung: Mai 1977 Autoren: Kenny Gamble, Leon Huff                                                                                         |
| 1977 | Lady Love When You Hear Lou, You’ve Heard It All                          | — | US24 (17 Wo.)US | R&B21 (18 Wo.)R&B | — | Erstveröffentlichung: Dezember 1977 Autoren: Vonghn Gray, Sherman Marshall                                                                              |
| 1978 | One Life to Live When You Hear Lou, You’ve Heard It All                   | — | — | R&B32 (11 Wo.)R&B | — | Erstveröffentlichung: Mai 1978 Autoren: Kenny Gamble, Leon Huff                                                                                         |
| 1978 | There Will Be Love When You Hear Lou, You’ve Heard It All                 | — | — | R&B76 (3 Wo.)R&B | — | Erstveröffentlichung: August 1978 Autoren: Kenny Gamble, Leon Huff                                                                                      |
| 1979 | Let Me Be Good to You                                                     | — | — | R&B11 (18 Wo.)R&B | — | Erstveröffentlichung: April 1979 Autoren: Kenny Gamble, Leon Huff                                                                                       |
| 1979 | Sit Down and Talk to Me                                                   | — | — | R&B26 (17 Wo.)R&B | — | Erstveröffentlichung: Dezember 1979 Autoren: Kenny Gamble, Leon Huff                                                                                    |
| 1980 | Ain’t That Loving You (For More Reasons Than One) Sit Down and Talk to Me | — | — | R&B57 (7 Wo.)R&B | — | Erstveröffentlichung: April 1980 Autor: Deadric Malone                                                                                                  |
| 1980 | You’re My Blessing Sit Down and Talk to Me                                | — | US77 (3 Wo.)US | — | — | Erstveröffentlichung: April 1980 Autoren: Kenny Gamble, Leon Huff                                                                                       |
| 1980 | I Go Crazy Shades of Blue                                                 | — | — | R&B37 (13 Wo.)R&B | — | Erstveröffentlichung: September 1980 Autor und Original: Paul Davis, 1970                                                                               |
| 1982 | Will You Kiss Me One More Time Now Is the Time                            | — | — | R&B54 (10 Wo.)R&B | — | Erstveröffentlichung: Juli 1982 Autoren: Deniece Williams, Thom Bell                                                                                    |
| 1983 | Wind Beneath My Wings When the Night Comes                                | — | US65 (6 Wo.)US | R&B60 (8 Wo.)R&B | — | Erstveröffentlichung: März 1983 Autoren: Jeff Silbar, Larry Henley Original: Roger Whittaker, 1981                                                      |
| 1984 | All Time Lover Close Company                                              | — | — | R&B67 (8 Wo.)R&B | — | Erstveröffentlichung: Juli 1984 Autoren: David Porter, Donald O’Connor                                                                                  |
| 1985 | Learn to Love Again Love All Your Blues Away                              | — | — | R&B71 (9 Wo.)R&B | — | Erstveröffentlichung: November 1985 feat. Tata Vega |
| 1986 | Stop Me from Starting This Feeling Love All Your Blues Away               | UK80 (4 Wo.)UK | — | — | — | Erstveröffentlichung: Juni 1986 Autoren: David Foster, Jay Graydon, Richard Page                                                                        |
| 1987 | I Wish You Belonged to Me Family Reunion                                  | — | — | R&B28 (16 Wo.)R&B | — | Erstveröffentlichung: November 1987 Autoren: Kenny Gamble, Leon Huff                                                                                    |

grau schraffiert: keine Chartdaten aus diesem Jahr verfügbar
Weitere Singles
| - 1959: Love, Love, Love - 1960: In My Little Black Book - 1961: 80 Ways - 1961: In My Heart - 1961: Nine Pound Hammer - 1962: The Bride (La Novia) - 1962: Stormy Monday (mit Les McCann Ltd.) - 1963: Tobacco Road - 1964: The House Next Door - 1964: I Fell in Love - 1965: What’ll I Do - 1967: Hard to Get Thing Called Love - 1967: Little Drummer Boy - 1968: My Ancestors | - 1968: You’re Good for Me - 1968: The Split - 1969: It’s You - 1970: Win Your Love - 1972: Walk On In - 1973: A Man of Value - 1973: Star Spangled Banner - 1974: Now You’re Coming Back Michelle - 1975: Baby You Don’t Know How Good You Are - 1978: Trade Winds - 1979: Time Will Take Care of Everything - 1979: What’s the Matter with the World - 1986: Are You with Me - 1989: At Last |

## Videoalben
- 1991: The Lou Rawls Show
- 2000: Jazz Channel Presents Lou Rawls
- 2005: Prime Concerts: In Concert with Edmonton Symphony
- 2007: Live in Concert: North Sea Jazz. 1992–1995

## Statistik

### Chartauswertung
|                     | US     | R&B      |
| ------------------- | ------ | -------- |
| Nummer-eins-Alben   | US—US  | R&B3R&B  |
| Top-10-Alben        | US3US  | R&B8R&B  |
| Alben in den Charts | US22US | R&B28R&B |

|                       | UK    | US     | R&B      | Dance       |
| --------------------- | ----- | ------ | -------- | ----------- |
| Nummer-eins-Singles   | UK—UK | US—US  | R&B2R&B  | Dance—Dance |
| Top-10-Singles        | UK1UK | US1US  | R&B5R&B  | Dance1Dance |
| Singles in den Charts | UK2UK | US18US | R&B28R&B | Dance1Dance |

### Auszeichnungen für Musikverkäufe
| Goldene Schallplatte - Kanada - 1976: für die Single Youll Never Find Another Love Like Mine - 1978: für das Album All Things in Time |

Anmerkung: Auszeichnungen in Ländern aus den Charttabellen bzw. Chartboxen sind in ebendiesen zu finden.
| Land/RegionAuszeichnungen für Musikverkäufe (Land/Region, Auszeichnungen, Verkäufe, Quellen) | Gold     | Platin     | Verkäufe  | Quellen         |
| -------------------------------------------------------------------------------------------- | -------- | ---------- | --------- | --------------- |
| Kanada (MC)                                                                                  | 2× Gold2 | —          | 125.000   | musiccanada.com |
| Vereinigte Staaten (RIAA)                                                                    | 4× Gold4 | 2× Platin2 | 4.500.000 | riaa.com        |
| Insgesamt                                                                                    | 6× Gold6 | 2× Platin2 |           |                 |